# Palazzo del Municipio (Acquedolci)
Il Palazzo Municipio di Acquedolci, situato nell'omonimo comune in provincia di Messina, è un esempio significativo di architettura fascista, la cui costruzione, secondo documentazioni, è risalente al 1926. La sua costruzione si inserisce nel contesto del periodo di regime. 
È la sede ufficiale del comune di Acquedolci
Di fronte al palazzo si estende una grande piazza, nella quale si trova la Fontana dei Delfini, un'opera realizzata dall'architetto Giovanni Giordano. Questa fontana, di forma circolare, è un elemento di richiamo e rappresenta un punto di incontro per la comunità locale. La fontana, con i suoi delfini stilizzati, è emblematicamente legata all'estetica del periodo e contribuisce a valorizzare l'area circostante.